# 행복한 아침 (채널A)
《행복한 아침》은 김현욱의 굿모닝의 후속 프로그램으로 평일 아침 7시 30분에 채널A에서 방송되는 텔레비전 프로그램이다.

## MC
- 이재용, 장예인